# 아드리안 잔드베르크

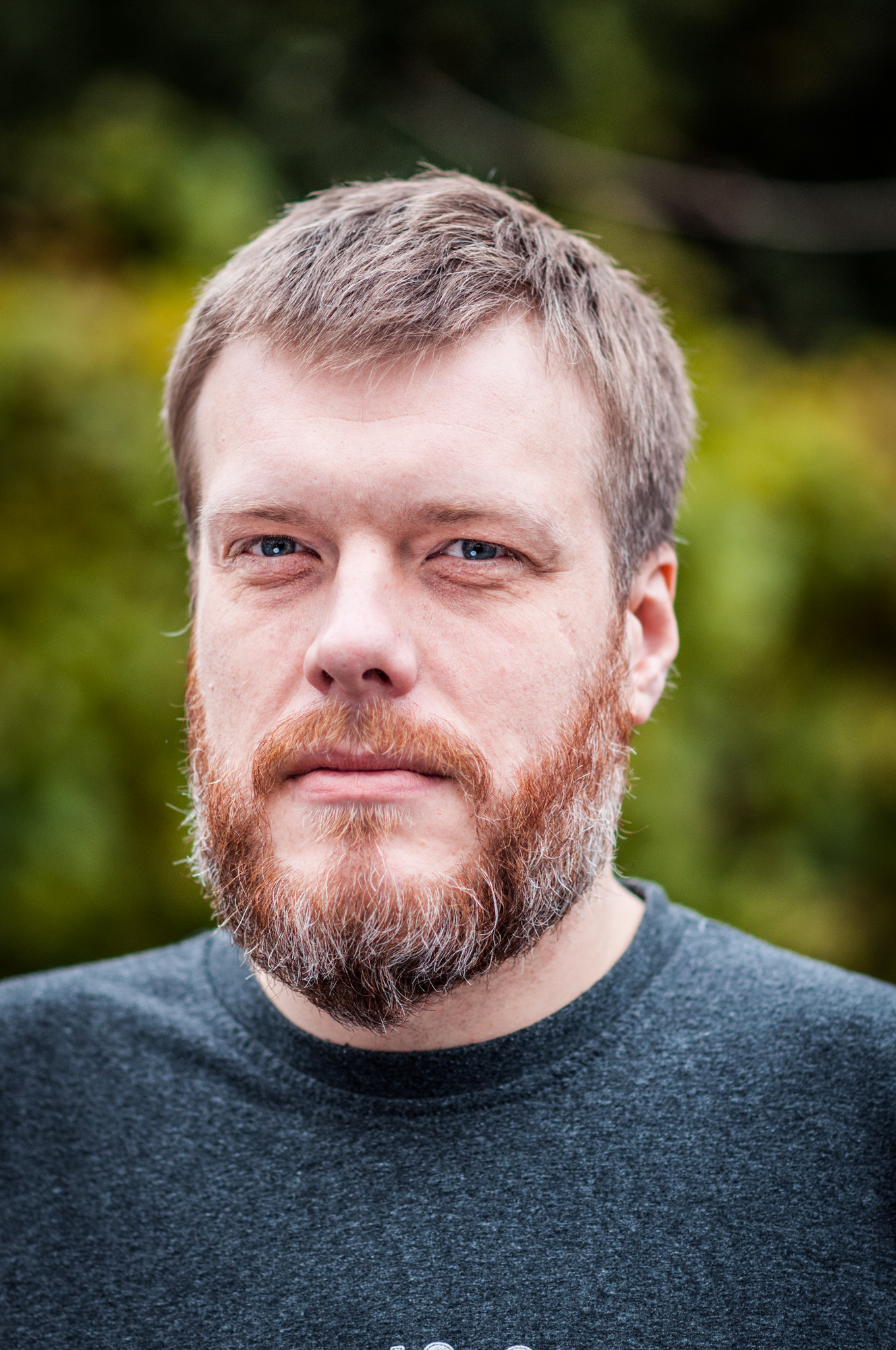
아드리안 잔드베르크 (2016년)

아드리안 타데우시 잔드베르크(폴란드어: Adrian Tadeusz Zandberg, 1979년 12월 4일 ~ )는 폴란드의 역사가, 컴퓨터 프로그래머, 인문학 박사, 좌익 정치인으로, 현재 함께당의 이사회원이다.
아드리안 잔드베르크의 부모는 1967년에 폴란드에서 덴마크로 이주했으며, 잔드베르크는 1979년에 덴마크 올보르에서 태어났다. 1985년에는 잔드베르크의 가족이 폴란드로 귀국했다. 바르샤바 대학교에서 역사학을 전공했고, 대학교에서 영국·독일의 좌파 사회민주주의에 관한 논문을 통해 박사 학위를 받았다. 또한 폴란드-일본 컴퓨팅 아카데미에서 컴퓨터 과학을 전공했다.
아드리안 잔드베르크는 기혼자이며, 슬하에 두 자녀를 두고 있다. 2015년에는 함께당의 창당 과정에 참여했다. 2015년 폴란드 총선 당시에는 컴퓨터 프로그래머로 활동하고 있었다.